# Fred Durst
William Frederick Durst (născut Frederick Allen Mayne III; 20 august 1970) este un rapper, cântăreț, compozitor, actor și regizor american. Este cunoscut ca solistul și textierul trupei de nu metal Limp Bizkit, formată în 1994, cu care a lansat șase albume de studio.
Din 2006, Durst a lucrat la filme independente. A jucat în Populația 436, iar debutul lui regizoral a fost în 2007, cu Educația lui Charlie Banks. A urmat cu The Longshots în 2008. Cel mai recent film al său, The Fanatic, a apărut în 2019.

## Tinerețe
Frederick Allen Mayne al III-lea s-a născut în Utica, New York. După o perioadă scurtă, s-a mutat în Orlando și apoi la o fermă din Cherryville, Carolina de Nord, la vârsta de un an. În clasa a cincea s-a mutat în Gastonia, Carolina de Nord, unde mai târziu avea să absolve liceul. La vârsta de 12 ani, Durst s-a interesat de breakdance, hip hop, punk rock și heavy metal. A început să facă rap și beatbox, să se dea cu skateboard-ul și să devină un DJ. Părăsind Marina după doar doi ani (1988–1990), Durst s-a mutat înapoi la Jacksonville împreună cu tatăl său, unde a lucrat ca peisagist și artist tatuator, în timp ce dezvolta o idee pentru o trupă care combina elemente de rock și hip-hop.

## Carieră

### Formarea lui Limp Bizkit (1994–1998)
În 1994, Durst, basistul Malachi Sage, Sam Rivers, și vărul lui Rivers, John Otto, au cântat împreună și au scris trei cântece. Mai târziu s-a alăturat chitaristul Wes Borland. Durst a numit trupa Limp Bizkit pentru că dorea un nume care să respingă ascultătorii. Limp Bizkit și-a dezvoltat un cult în scena muzicii underground atunci când coverurile piesei „Faith” de George Michael și „Straight Up” ale Paulei Abdul au început să atragă spectatori curioși.
În 1997, Limp Bizkit a semnat un contract cu Flip Records, o subsidiară a Interscope Records, și și-au lansat albumul de debut, Three Dollar Bill, Y'all. Durst a fost numit vicepreședinte senior al A&R la Interscope. Pe 23 octombrie 1997, Durst a cunoscut trupa Staind, apărând neînțelegeri cu privire la coperta albumului lui Staind. Durst a încercat fără succes să elimine pe Staind dintr-un concert cu puțin timp înainte de spectacol, dar după ce a auzit trupa cântând, a fost atât de impresionat încât i-a semnat cu Flip/Elektra. A înregistrat un demo cu trupa. A coprodus următorul album, Dysfunction.

### Succesul mainstream și controversele (1998–2005)
Limp Bizkit a obținut succesul mainstream cu albumele Significant Other (1999) și Chocolate Starfish and the Hot Dog Flavored Water (2000). În vara anului 1999, Limp Bizkit a cântat la foarte așteptatul festival Woodstock '99 în fața a aproximativ 200.000 de oameni. Reputația festivalului a fost pătată de comportamentul violent al mulțimii. Mare parte a avut loc în timpul și după concertul Limp Bizkit, fanii smulgând placaj de pe pereți în timpul melodiei „Break Stuff”. 
În iunie 2000, Limp Bizkit a cântat la WXRK Dysfunctional Family Picnic, dar a apărut cu o oră întârziere la setul lor. Un purtător de cuvânt al Interscope a declarat că a existat confuzie cu privire la ora stabilită de trupă. În timpul spectacolului trupei, Durst l-a criticat pe cântărețul Creed Scott Stapp, numindu-l „un egoman”. Reprezentanții Creed i-au prezentat mai târziu lui Durst un manual de gestionare a furiei cu autograf în timpul unei apariții la Total Request Live. Vara, turneul lui Limp Bizkit a fost sponsorizat de controversatul serviciu de partajare a fișierelor Napster. Durst a fost un susținător deschis al partajării fișierelor. 
În timpul unui turneu din Australia din 2001, la festivalul Big Day Out din Sydney, fanii s-au grăbit pe scenă în mosh pit, iar adolescenta Jessica Michalik a murit de asfixiere. În Auckland, Noua Zeelandă, în același turneu, Durst a aruncat apă peste capul unui personal de securitate însărcinat cu difuzarea unei situații similare. În timpul accidentului de la Big Day Out, Durst a fost acuzat că și-a batjocorit agenții de securitate. În instanță, Durst, reprezentat de avocatul său de lungă durată, Ed McPherson, a mărturisit că i-a avertizat pe organizatorii concertului Aaron Jackson, Will Pearce și Amar Tailor și pe promotorul Vivian Lees despre potențialele pericole ale unei astfel de securități minime. După ce a vizionat video și a audiat mărturia martorilor, medicul legist a spus că era evident că densitatea mulțimii era periculoasă în momentul în care Limp Bizkit a urcat pe scenă și Durst ar fi trebuit să acționeze mai responsabil când problema a devenit evidentă. Durst a declarat că a fost „scăpat emoțional” din cauza decesului adolescentei.
În mai 2003, s-a raportat că Durst lucra la un proiect secundar New Wave alături de albumul Results May Vary al lui Limp Bizkit. Trupa, numită Pacifica, era în „stadii foarte incipiente” și avea un sunet care amintește de Duran Duran și Soft Cell. Știrile despre trupă s-au oprit rapid și nicio lansare nu a apărut vreodată. 
În mai 2005, a fost lansat The Unquestionable Truth (Partea 1). Sammy Siegler a preluat sarcinile de tobe pentru formație pentru o mare parte a albumului. La insistențele lui Durst, albumul a fost lansat ca un album underground, fără nicio publicitate sau promovare. Albumul a fost vândut în peste 2.000.000 de copii în întreaga lume, ajungând pe locul 24 în Billboard 200. Durst a anunțat mai târziu că, în ciuda titlului albumului, nu va fi produsă nicio continuare a acestuia. Mai târziu în cursul anului, trupa a lansat un album de compilație numit Greatest Hitz.
După ce a fost hărțuit în timp ce creștea, lui Durst nu-i plăcea să vadă oameni „folosind muzica mea ca combustibil pentru a tortura alți oameni”; simțind că muzica lui a fost interpretată greșit, mai târziu a citat acest lucru drept motivul pentru care trupa a intrat in ”hiatus”.

### Începutul carierei de film (2006-2009)

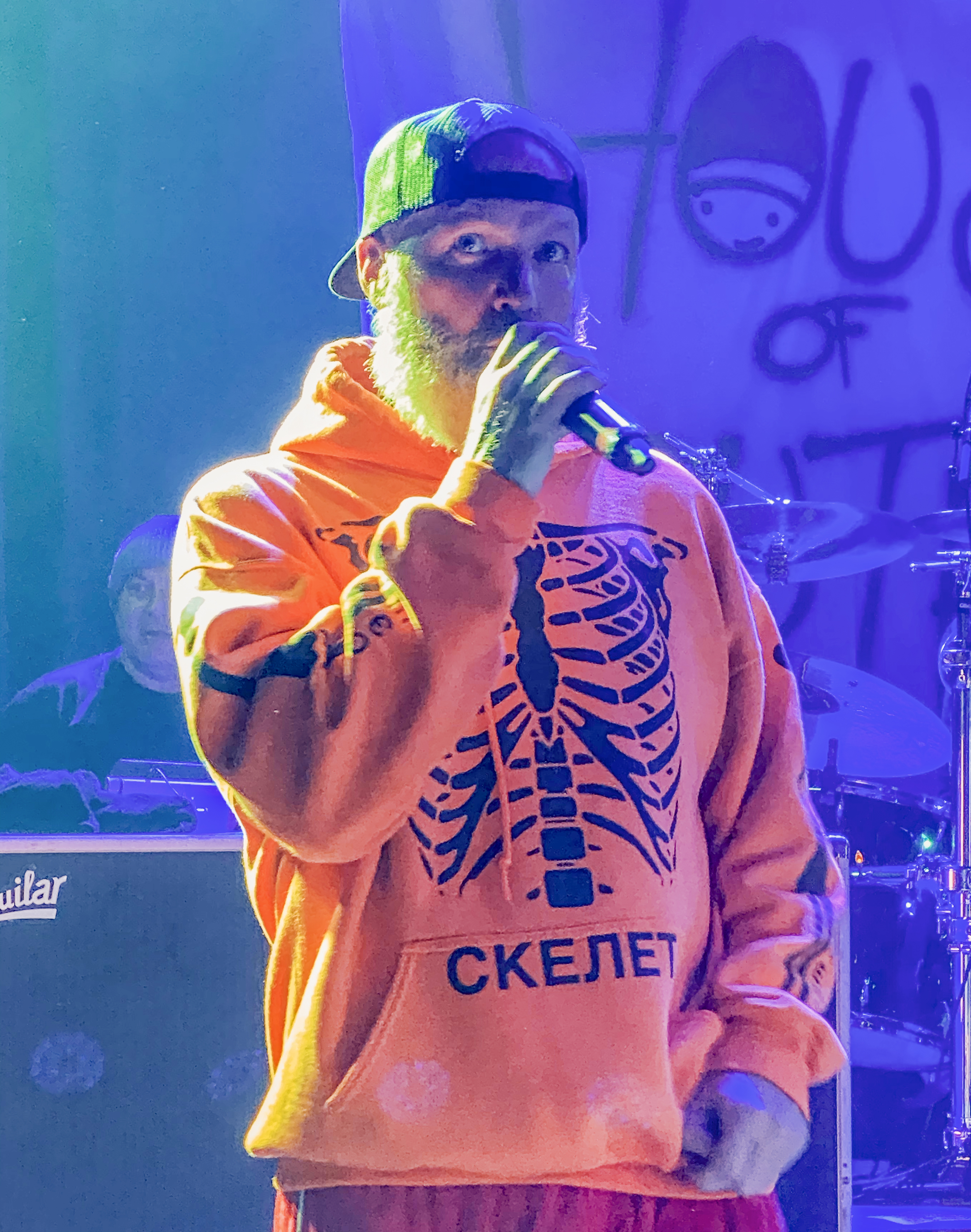
Fred Durst cântând la The Roxy în 2019

În timp ce Limp Bizkit era în ”hiatus”, Durst a început să lucreze în filme independente. În 2006, Durst a jucat în filmul Population 436. Debutul său regizoral, Educația lui Charlie Banks, a fost lansat în anul următor. Filmul, care a fost jucat de Jesse Eisenberg, Chris Marquette și Jason Ritter, a primit recenzii mixte; Rotten Tomatoes, un agregator de recenzii, a atribuit filmului un scor de 46%. Consensul site-ului web a afirmat: „Neuniformitatea și seriozitatea îngrămădesc această dramă, altfel dulce și surprinzătoare, a majorității.” Un al doilea efort regizoral, The Longshots, cu Ice Cube și Keke Palmer, a fost lansat în 2008. Rotten Tomatoes i-a atribuit filmului un scor de 39%, consensul indicând că filmul a fost „o afacere în mare măsură formulată, care rareori se abate de la cartea de inspirație a filmelor sportive.” În același an, Durst a apărut ca barman în două episoade din drama medicală de televiziune Doctor House.

### Reuniunea lui Limp Bizkit (2009-prezent)
În 2009, formația originală a lui Limp Bizkit s-a reunit și a început să facă turnee. Durst a anunțat că au început să înregistreze un nou album, Gold Cobra. Albumul a fost lansat pe 28 iunie 2011, primind recenzii mixte. A atins vârful pe locul 16 în Billboard 200.
În februarie 2012, Lil Wayne a anunțat într-un interviu radio că Limp Bizkit a semnat cu casa sa de discuri, Cash Money Records, ceea ce Durst a confirmat pe pagina sa de Twitter. Câteva luni mai târziu, Durst a fost prezentat alături de Lil Wayne și Birdman în piesa „Champions” de Kevin Rudolf, care a atins vârful în top 10 pe iTunes.
Inițial, Durst urma să regizeze și să producă filmul Pawn Shop Chronicles, cu Paul Walker în rol principal, dar mai târziu Wayne Kramer a fost ales să regizeze filmul. În 2014, Durst a filmat trei reclame pentru site-ul web Eharmony, În februarie 2018, Durst a început filmările The Fanatic, cu John Travolta în rol principal.

## Discografie

### Limp Bizkit
- Three Dollar Bill, Y'all$ (1997)
- Significant Other (1999)
- Chocolate Starfish and the Hot Dog Flavored Water (2000)
- Results May Vary (2003)
- The Unquestionable Truth (Part 1) (2005)
- Gold Cobra (2011)
- Still Sucks (2021)